# Фађето (Арецо)
Фађето је насеље у Италији у округу Арецо, региону Тоскана.
Према процени из 2011. у насељу је живело 5 становника. Насеље се налази на надморској висини од 1207 м.